# Аномия
Аноми́я (от франц. anomie — беззаконие, безнормность; др.-греч. ἀ- — отрицательная приставка, νόμος — закон) — состояние общества при дезорганизации социальных норм и институтов, неопределённости и нестабильности условий человеческого действия, расхождении между провозглашаемыми обществом целями и доступностью для массы людей законных средств их достижения.
Российские исследователи Громов, Мацкевич и Семёнов в своем труде определяют аномию как отсутствие чёткой системы социальных норм, разрушение единства культуры, вследствие чего жизненный опыт людей перестаёт соответствовать идеальным общественным нормам.
Индивидуальное психологическое состояние аномии характеризуется деморализацией, ослаблением связи с обществом, переживанием беспочвенности, отчуждённости от людей, пустоты жизни и тому подобным, которое является причиной распространения отклоняющегося поведения и роста самоубийств.
Понятие введено в научный оборот Эмилем Дюркгеймом в 1893 году. Дальнейшее развитие концепции аномии связано с именем Роберта Мертона.

## Проявления
Аномия проявляется в виде следующих нарушений:
1. расплывчатость, неустойчивость и противоречивость ценностно-нормативных предписаний и ориентаций, в частности, расхождение между нормами, определяющими цели деятельности, и нормами, регулирующими средства их достижения;
2. низкая степень воздействия социальных норм на индивидов и их слабая эффективность в качестве средства нормативной регуляции поведения;
3. частичное или полное отсутствие нормативного регулирования в кризисных, переходных ситуациях, когда прежняя система ценностей разрушена, а новая не сложилась или не утвердилась как общепринятая.

Аномия проявляется в различных сферах жизни общества. В настоящее время проводятся исследования проявлений аномии в экономике, политике, семейных отношениях, религии.

## Причины
Эмиль Дюркгейм считал аномию атрибутом переходного состояния индустриального социоэкономического порядка, когда рухнули традиционные «механические» формы морального авторитета, при которых каждый человек «знал своё место» в иерархии социальных позиций и ценностей, а новый свободный самоуправляемый порядок дисциплинированного морального индивидуализма, порождающий «органическую солидарность» между людьми, ещё не установился окончательно.
Понятие аномии выражает собой политико-экономический обусловленный процесс разрушения базовых элементов культуры, прежде всего в аспекте этических норм. При достаточно резкой замене одних общественных идеалов и морали другими, определённые социальные группы перестают чувствовать свою причастность к данному обществу, происходит естественное их отчуждение, новые социальные нормы и ценности (в том числе социально декларируемые образцы поведения) не успевают усваиваться членами этих групп и позиционируются уже вместо некогда конвенциональных и равных средств для достижения прежних индивидуальных или общественных целей как собственные (уже являющиеся не одобряемыми, в частности, противоправными). Явления аномии, затрагивая при социальных потрясениях все слои населения, особенно сильно действуют в отношении молодёжи.

## Последствия
Огромную опасность для общества представляет вызванное аномией девиантное поведение. Распространение аномии приводит к увеличению уровня алкоголизма, наркомании, самоубийств, преступности, разводов и неполных семей. Социальная аномия приводит к возникновению аномии личности как индивидуально-психологическому переживанию кризиса нормативно-ценностного регулирования в обществе. 